# Saskia Mulder
Saskia Mulder (* 18. Mai 1973 in Den Haag) ist eine niederländische Schauspielerin.

## Leben und Leistungen
Mulder ist die jüngere Schwester des Models Karen Mulder.
Mulder debütierte 1994 in der Fernsehserie Onderweg naar morgen. Nach einigen kleinen Nebenrollen und Gastauftritten in weiteren Fernsehserien spielte sie in der Komödie Liebe auf den sexten Blick (1998) an der Seite von Gérard Depardieu eine der größeren Rollen. Im Thriller The Beach (2000) trat sie an der Seite von Leonardo DiCaprio und Tilda Swinton auf. Im britischen Horror-Thriller The Descent – Abgrund des Grauens (2005) spielte sie die Rolle der Rebecca und verkörperte diese abermals in dessen Fortsetzung The Descent 2 – Die Jagd geht weiter (2009).

## Filmografie (Auswahl)
- 1998: Déjà mort
- 1998: Liebe auf den sexten Blick (Bimboland)
- 2000: The Beach
- 2001: Unglaublich (Dieu est grand, je suis toute petite)
- 2002–2003: The Book Group (Fernsehserie, 12 Episoden)
- 2005: The Descent – Abgrund des Grauens (The Descent)
- 2005: Belhorizon
- 2006: Evelien (Fernsehserie, 5 Episoden)
- 2006: Champagne (Kurzfilm)
- 2006: Eigenheimers (Fernsehfilm)
- 2009: The Descent 2 – Die Jagd geht weiter (The Descent – Part 2)